# La venda
Chansons représentant l'Espagne au Concours Eurovision de la chanson
Tu canción
(2018) Universo
(2020)
La venda (« Le bandeau ») est une chanson interprétée par Miki Núñez ayant été sélectionnée pour représenter l'Espagne au Concours Eurovision de la chanson 2019 à Tel-Aviv en Israël.

## À l'Eurovision
La chanson La venda représente l'Espagne au Concours Eurovision de la chanson 2019, après que celle-ci et son interprète Miki Núñez ont été sélectionnés lors de la sélection nationale à travers le concours de télé-réalité musical Operación Triunfo.

## Liste des titres
| 1. | La venda | Adrià Salas | Adrià Salas | 3:03 |

## Historique de sortie
| Pays ou région | Date            | Format                   | Label                  |
| -------------- | --------------- | ------------------------ | ---------------------- |
| Monde entier   | 18 janvier 2019 | Téléchargement numérique | Universal Music España |